# Буні-Зом
Буні-Зом (урду بونی زوم, англ. Buni Zom) — гірський масив у Центральній Азії, з максимальною висотою — 6542 метри. Розташований у північній частині провінції Хайбер-Пахтунхва, в Пакистані.

## Географія
Гора розташована у гірському хребті Гіндурадж, і є другою за висотою цього хребта після Койо-Зом (6872 м), на сході округу Читрал, у північній частині провінції Хайбер-Пахтунхва, на крайній півночі Пакистану, майже за 250 км на північ — північний схід від столиці провінції, міста Пешавар, та за 105 км на південний захід від найвищої гори хребта Гіндурадж — Койо-Зом.
Абсолютна висота гори 6542 м над рівнем моря. Відносна висота — 2845 м. За цим показником вона займає 117-те місце у світі. Топографічна ізоляція вершини становить 44,43 км відносно найближчої вищої гори Тірич-Мір Східна (7691 м), східного піка гори Тірич-Мір, який лежить за 1 км на схід — північний схід від Головного.
З гір сповзають льодовики: Хорабогр — з західних схилів Головної стіни та Ґордоган — в улоговині між Головною та Ґордоган-Зом стінами. Ще один льодовик Фарґрам, сповзає зі східних схилів стіни Ґордоган-Зом. Всі льодовики «течуть» на південь і живлять річку Фарґрам-Ґол, праву притоку річки Ласпур (басейн Інду).

### Піки Буні-Зом
Гірський масив Буні-Зом нараховує близько 28 піків висотою 6000 м і більше. Нижче наведено список найвищих з них, занесених у «Himalayan Index» [Архівовано 17 липня 2017 у Wayback Machine.] (HI).
| №  | Назва            | Назва англ.       | № HI | Висота, м | Координати                                                            | Підкорена |
| -- | ---------------- | ----------------- | ---- | --------- | --------------------------------------------------------------------- | --------- |
| 1  | Буні-Зом         | Buni Zom          | 9701 | 6542      | 36°9′0″ пн. ш. 72°19′12″ сх. д. / 36.15000° пн. ш. 72.32000° сх. д.   | +         |
| 2  | Аві-Зом          | Awi Zom           | 9707 | 6484      | 36°11′24″ пн. ш. 72°24′00″ сх. д. / 36.19000° пн. ш. 72.40000° сх. д. | +         |
| 3  | Раман-Зом        | Raman Zom         | 9708 | 6350      | 36°15′0″ пн. ш. 72°21′36″ сх. д. / 36.25000° пн. ш. 72.36000° сх. д.  | +         |
| 4  | Буні-Зом Пн      | Buni Zom N        | 9702 | 6338      | 36°10′12″ пн. ш. 72°19′12″ сх. д. / 36.17000° пн. ш. 72.32000° сх. д. | +         |
| 5  | Ґотгар-Сар       | Ghochhar Sar      | 9717 | 6249      | 35°54′0″ пн. ш. 72°17′24″ сх. д. / 35.90000° пн. ш. 72.29000° сх. д.  | +         |
| 6  | Ґордоган-Зом     | Gordoghan Zom     | 9709 | 6240      | 36°9′0″ пн. ш. 72°22′48″ сх. д. / 36.15000° пн. ш. 72.38000° сх. д.   | +         |
| 7  | Буні-Зом Пд      | Buni Zom S        | 9705 | 6220      | 36°9′0″ пн. ш. 72°19′12″ сх. д. / 36.15000° пн. ш. 72.32000° сх. д.   | +         |
| 8  | Шатіо--Куг-Зом   | Shachio Kuh Zom   | 9719 | 6215      | 35°53′24″ пн. ш. 72°15′0″ сх. д. / 35.89000° пн. ш. 72.25000° сх. д.  | +         |
| 9  | Пік с6200        | P c6200           | 9718 | 6200      | 35°54′36″ пн. ш. 72°16′48″ сх. д. / 35.91000° пн. ш. 72.28000° сх. д. | -         |
| 10 | Ґордоган-Зом III | Gordoghan Zom III |      | 6156      | 36°9′0″ пн. ш. 72°22′0″ сх. д. / 36.15000° пн. ш. 72.36667° сх. д.    | +         |
| 11 | Ґотгар-Сар Пд    | Ghochhar Sar S    | 9727 | 6150      | 35°54′0″ пн. ш. 72°16′48″ сх. д. / 35.90000° пн. ш. 72.28000° сх. д.  | -         |
| 12 | Буні-Зом II      | Buni Zom II       | 9703 | 6147      | 36°10′48″ пн. ш. 72°19′48″ сх. д. / 36.18000° пн. ш. 72.33000° сх. д. | +         |
| 13 | Буні-Зом SS      | 6MT — P 6110      | 9711 | 6110      | 36°7′12″ пн. ш. 72°19′12″ сх. д. / 36.12000° пн. ш. 72.32000° сх. д.  | +         |
| 14 | Рінз-Зом М       | Rinz Ho Zom M     | 9714 | 6100      | 36°1′12″ пн. ш. 72°18′0″ сх. д. / 36.02000° пн. ш. 72.30000° сх. д.   | -         |
| 15 | Рінзго-Зом Сх    | Rinzho Zom E      | 9715 | 6080      | 36°1′12″ пн. ш. 72°18′36″ сх. д. / 36.02000° пн. ш. 72.31000° сх. д.  | -         |

## Історія підкорення
У 1957 році новозеландці В. Беррі та К. Тиндел-Біско здійснили перший офіційний підйом на вершину головного піку Буні-Зом зі сторони крутого північного хребта. Другий підйом був здійснений у 1975 році японцями Масао Окабе, Гідео Сато та Шігеру Табе і третій підйом був здійснений у 1979 році американцями Джо Рейнхардом та Річардом Ішервудом з південної сторони.
Масив Буні-Зом має багато інших піків, 12 з яких висотою понад 6000 м, так і не були підкорені.